# Głębokie (województwo małopolskie)
Głębokie – wieś w Polsce położona w województwie małopolskim, w powiecie nowosądeckim, w gminie Piwniczna-Zdrój. We wsi znajduje się zdrój św. Kingi, działa publiczna szkoła podstawowa i jednostka Ochotniczej Straży Pożarnej. W 2011 Głębokie liczyło 479 mieszkańców.

## Położenie
Głębokie, najmniejsze sołectwo miejsko-wiejskiej gminy Piwniczna-Zdrój, położone jest 4 km na północ od Piwnicznej-Zdroju. Miejscowość leży na prawym brzegu Popradu, w dolinie potoku Głęboczanka w Beskidzie Sądeckim. Na południe od wsi wznoszą się szczyty Pasma Jaworzyny: Bystra (520 m), Dermanowski Wierch (558 m) i Cycówka (593 m), a na wschodzie Skała (773 m). Głębokie graniczą: od północy ze Suchą Strugą (gm. Rytro), od wschodu z Kokuszką, od południa na krótkim odcinku z miastem Piwniczna-Zdrój, od zachodu z Młodowem.

## Toponimia
Nazwa wsi pochodzi od położenia w głębokiej dolinie. Wspomniana już w 1348 jako „Glembokie” w akcie lokacji miasta Piwniczna-Szyja. W 1887 (1880) wymieniana była jako „Głęboka”. Do lat 30. XX w. w użyciu była też przezwiskowa nazwa wsi „Miechury” od nazwiska Miechur.

## Historia

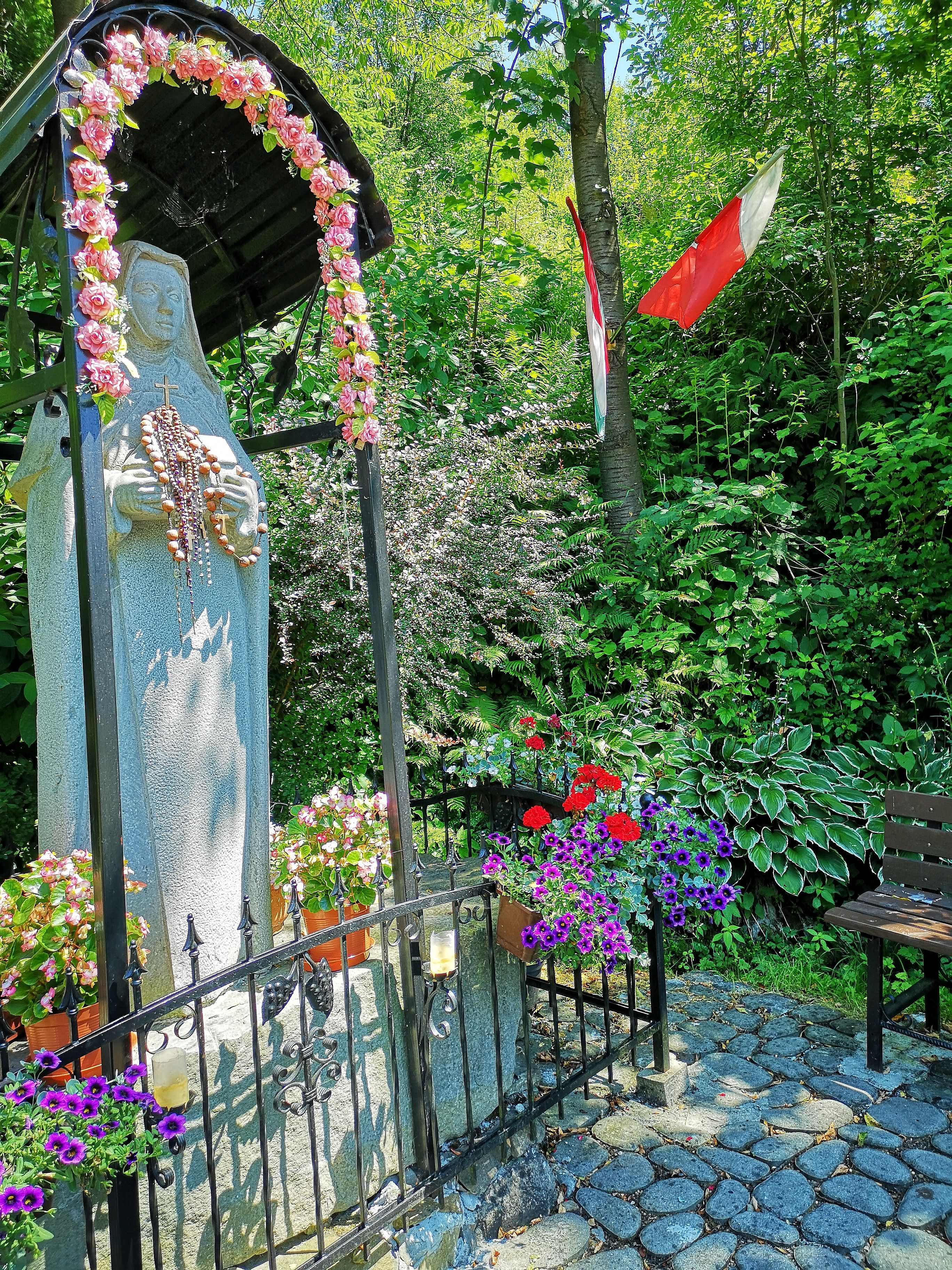
Pomnik św. Kingi w Głębokiem

Niewielka wieś, najczęściej wymieniana razem z położonym po drugiej stronie Popradu Młodowem, istniała już przed 1348, gdy Kazimierz Wielki lokował Piwniczną. Głębokie było przysiółkiem Piwnicznej i wraz z nią była własnością królewską (starostwo sądeckie).
W sierpniu 1770 wieś znalazła się w granicach państwa Habsburgów, początkowo w Królestwie Węgierskim, a od stycznia 1773 w Galicji. W 1785 wieś włączono do skarbu cesarskiego zwanego „Kamerą” (K.k. Cameral Amt). W czasach autonomii galicyjskiej Głębokie należało do gminy miejskiej Piwniczna. W 1887 wieś liczyła 24 domy i 137 mieszkańców.
W 1814 w wąskiej dolince potoku Głęboczanka pasterz Michał Cięciwa odkrył źródła wody mineralnej. Pierwsze badania tych wód przeprowadził w 1860 dr Onufry Trembecki (lekarz zdrojowy ze Szczawnicy), zbadał skład chemiczny 4 źródeł, m.in. zdroju zwanego później „Kinga”. W 1882 dr B. Radziszewski, profesor chemii Uniwersytetu Lwowskiego, dokonał analizy chemicznej wody (szczawa wodorowo-węglanowo-sodowo-wapniowo-magnezowa). W 1877 właściciel F. Jadek doprowadził do zagospodarowania i eksploatowania źródeł. Źródła obudowane kamienną cembrowiną znalazły się pod dachem drewnianego, częściowo murowanego budynku. Amatorzy wodolecznictwa przeprowadzali kuracje na własną rękę, ponieważ nie było lekarza zdrojowego. Butelkowaną wodę do 1914 rozwożono po okolicy. Pożar i wielka powódź w 1934 zniszczyła urządzenia zdrojowe. Dopiero w 1971 ponownie zagospodarowano źródła (3 odwierty) i zadaszono pijalnię. Nie dozorowana została z czasem zdewastowana. W 2007 Stowarzyszenie Kobiet na Rzecz Rozwoju wsi Młodów i Głębokie rozpoczęło restaurowanie zdewastowanego źródła. Powyżej ujęcia wody znajduje się nieduży park.
6 października 1954 Głębokie usamodzielniło się. W latach 1954–1972 wchodziło w skład gromady Piwniczna, a od 1973 stanowi sołectwo w MiG Piwniczna-Zdrój. W latach 1975–1998 miejscowość administracyjnie należała do województwa nowosądeckiego.
W 1952 otwarto w Głębokiem nową szkołę podstawową.
W 1980 powstała tu jednostka OSP, którą w 2002 włączono ją do KSRG.
W 1981 erygowano parafię pod wezwaniem Trójcy Przenajświętszej, obejmującą Głębokie, Młodów, część Suchej Strugi (na jej terenie stoi kościół parafialny) i część Kokuszki.